# Галициос, Георгиос
Георгиос Галициос (греч. Γεώργιος Γκαλίτσιος; родился 6 июля 1986 года в Ларисе, Греция) — греческий футболист, играет на позиции правого защитника в кипрском клубе «Анортосис». Сын Янниса Галициоса, игрока команды своего родного города, «Ларисы», в 1980-х годах.
Галициос — правый защитник, неоднократно выступавший за молодёжные сборные Греции. Скорее игрок на выносливость, чем виртуоз, он отличается исключительной силой ног.

## Клубная карьера

### АЕЛ
За годы работы в клубе, включая выступления «Ларисы» на групповых этапах Кубка УЕФА в сезоне 2007/08, он сыграл важную роль и стал жизненно важным игроком для АЕЛ. Это вызвало интерес более сильных команд Греции.
Забил первый гол в лиге 7 октября 2007 года в домашней игре с «Левадиакосом», который завершился ничьей со счетом 3:3, а в следующем месяце забил ещё один гол в матче с «Панатинаикосом». Он участвовал в шести матчах Кубка УЕФА. Он хорошо сыграл в своём первом чемпионате Суперлиги в сезоне 2005/06 года, проведя 27 из 30 матчей команды, и помог ей финишировать на восьмом месте.

### «Олимпиакос»
В январе 2008 года присоединился к «Олимпиакосу». Он играл в Лиге чемпионов против «Арсенала», но на 75-й минуте получил легкую травму, в результате чего был заменён. За три года сыграл за клуб в общей сложности 45 матчей во всех соревнованиях.

### Панионис
28 января Георгиос был отдан «Панионису» в аренду на полгода. У него также было предложение от его бывшего клуба «Лариса», но он предпочел присоединиться к «Паниониосу», имея возможность сыграть ключевую роль, заменив Иоанниса Маниатиса.

### Локерен
Зимой 2011—2012 годов он подписал контракт с «Локереном» из Бельгии.
Он дебютировал с клубом в выездной игре против «Левена» (1:1). 26 декабря 2013 года он забил свой первый гол за клуб в выездной игре, победив со счетом 3:0 «Остенде».
Галициос подписал контракт с клубом ещё на два года, до конца сезона 2014/15, так как руководство клуба было полностью удовлетворено его игрой и активировало вариант, который существовал в их соглашении. Защитник удивился, когда услышал эту новость. «Но это, конечно, меня радует. Я чувствую себя хорошо в Локерене, Локерен доволен мной. Клуб может в одностороннем порядке продлить мой контракт. Так что это произошло сейчас», — сказал Галициос. Тренер «Локерена» Питер Маес дает некоторые пояснения: «Гали — игрок, на которого всегда можно положиться. Более того, он добился огромных успехов за последние полтора года. Я имею в виду футбол для него была игра, а теперь это больше работа. С точки зрения эффективности, профессионализма и дисциплины игры он значительно вырос, как клуб и ожидал».
22 марта 2014 года Локерен завоевал второй Кубок Бельгии за три сезона. «Это важная победа в истории клуба», — сказал впоследствии Гиоргос Галициос. «Локерен уже завоевал второй трофей за три сезона. Локерен — просто лучший клуб». «Это была тяжелая победа», — продолжил защитник. «Но это нормально для финала, да. Но, в конце концов, мы выиграли игру. Так что я могу сказать, что мы заслуженно победили».
У Георгиоса Галициоса по контракту остался ещё один сезон Локерен. Однако греческим правым защитником интересовался Панатинаикос, Локерен потребовал полмиллиона евро за 27-летнего защитника.
Технический директор Локерена Вилли Рейндерс сообщил, что Гиоргос Галициос принял решение вернуться в Грецию в конце сезона 2014/15. «Я думаю, что Галициос принял свое решение. Он отец, и он хочет вернуться в Грецию. Но эти решения имеют свои последствия. Тем не менее, у нас есть Мельняк в качестве альтернативного решения», — сказал Рейндерс. Галициос провел за клуб 137 матчей (1 гол, 14 передач) за четыре года.

### Дальнейшая карьера
29 января 2018 года он подписал шестимесячный контракт с клубом «Мускрон» до конца сезона с возможностью продления контракта ещё на один год. 28 марта 2018 года было объявлено, что 32-летний защитник продлил контракт с клубом до лета 2019 года, активировав опцию в своём контракте ещё на год. В этот же день, после многих лет проживания в Бельгии, греческий защитник оформил все необходимые документы и получил бельгийское гражданство.
20 мая 2019 года Галициос подписал двухлетний контракт с кипрским клубом «Анортосис».

## Международная карьера
После того как в сезоне 2008/09 хорошо сыграл за «Олимпиакос», 15 ноября 2009 года тренер сборной Греции Отто Рехагель вызвал Галициоса на ответный матч плей-офф квалификации чемпионата мира по футболу 2010 года против Украины.

## Достижения

### Клуб
Лариса
- Кубок Греции: 2006/2007

Олимпиакос
- Чемпионат Греции по футболу: 2008/2009
- Кубок Греции: 2008/2009

Локерен
- Кубок Бельгии: 2011/12, 2013/14